# Pilares dos filhos de Set
Os pilares dos filhos de Sete, de acordo com o livro Antiguidades judaicas de Flávio Josefo, são dois pilares que teriam sido criados pelos descendentes de Sete e nas quais foram inscritas descobertas científicas, invenções, principalmente no campo da astronomia. Como os descendentes de Sete sabiam, baseado em uma predição de Adão, sobre o dilúvio, criaram os pilares como meio de transmissão das descobertas aos sobreviventes futuros.